# Olympico Club (Belo Horizonte)

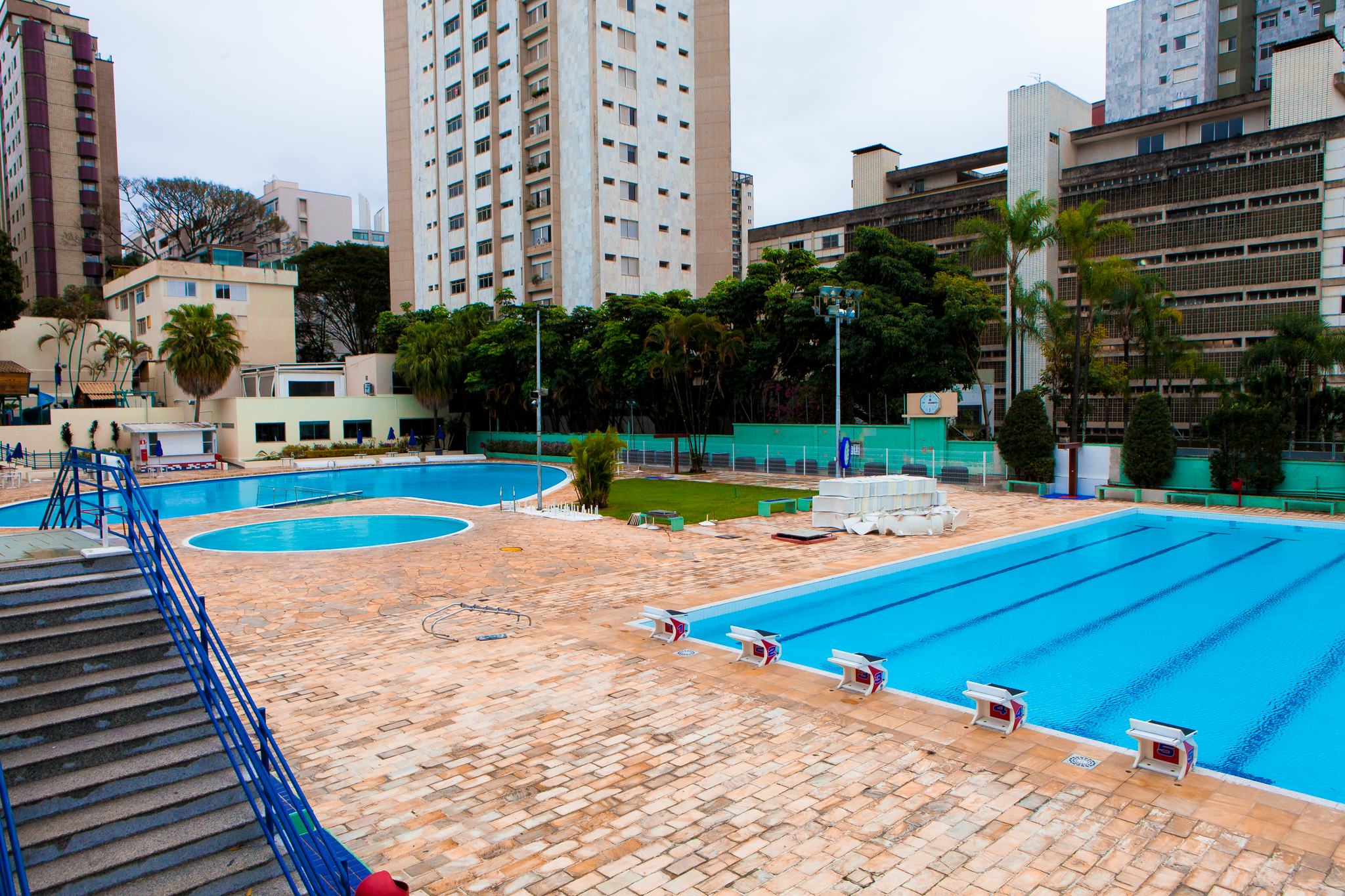
Parque Aquático Olympico Club

O Olympico Club é um clube social e esportivo sediado em Belo Horizonte. . O Clube atende cerca de 500 atletas de alto rendimento, entre 8 e 18 anos, nas modalidades de Basquete, Futsal, Natação e Voleibol de forma gratuita. O Olympico Club sustenta seu projeto social por meio das Leis de Incentivo ao Esporte nos mecanismos das leis: Federal e Estadual. Também é filiado ao Comitê Brasileiro de Clubes (CBC), que mantém uma política de formação de atletas, e por meio de seus editais fomenta o esporte brasileiro. Entre as ações da parceira selada entre Olympico e CBC está a realização dos Campeonatos Brasileiros Interclubes, por meio do Edital 7, cujo objeto prevê investimento em equipamentos e o custeio de transporte aéreo e hospedagem de atletas para participarem dos Campeonatos Brasileiros Interclubes. Em 2021, o Olympico deve ser sede do CBI de Vôlei Feminino Sub-18 e Basquete Masculino Sub-14.

No âmbito social, o Olympico está no hall dos 100 melhores clubes do brasil de acordo com a Fenaclubes - Confederação Nacional de Clubes. Além da filiação a Fenaclubes, o Clube da Serra é filiado a FECEMG - Federação dos Clubes do Estado de Minas Gerais.

## História
Belo Horizonte tinha 43 anos e 214 mil habitantes, no alvorecer de 1940. O prefeito era Juscelino Kubitscheck. E foi, nessa época, que um grupo de amigos se reunia no bairro Serra, sempre no murinho do Hospital Santa Clara, no boteco do Plínio ou na barbearia do Zé Barbeiro (José Vieira) para colocar o papo em dia. A paixão pelo esporte era o denominador comum entre eles e, a partir daí, nasceu o embrião do que viria a ser o Tricolor da Serra.
O grupo formado por Roberto de Magalhães Pinto, João Câncio Fernandes Filho, Renato de Magalhães Pinto, Rogério de Magalhães Pinto, Mauro Ferreira, Antônio Carlos Rezende Garcia, Alberto Soares Teixeira, Luciano Passini, Camil Caram, Gil Guatimosim Júnior e José Vieira, teve a ideia de fundar o Olympico Club, segundo clube esportivo e social a ser instalado na Capital.
Na reunião que fizeram no porão da casa de Clóvis Magalhães Pinto, pai de Renato, Roberto e Rogério, decidiram construir uma quadra para a prática do Vôlei que acabou sendo erguida ao lado da casa, em um terreno vago, na Rua Chumbo (hoje, Prof. Estêvão Pinto), pelos próprios onze amigos.

## 2019
| Classificação | Competição                                              | Modalidade            |
| ------------- | ------------------------------------------------------- | --------------------- |
| 3º Lugar      | Campeonato Brasileiro Feminino de Vôlei de Praia Sub-18 | Sub-18 Olympico/Betim |

## 2018
| Classificação | Competição                                                        | Categoria |
| ------------- | ----------------------------------------------------------------- | --------- |
| 3º lugar      | Campeonato Metropolitano                                          | Sub-15    |
| 3º lugar      | Campeonato Metropolitano                                          | Sub-17    |
| 2º lugar      | Campeonato Brasileiro Interclubes de Vôlei de Praia               | Sub-17    |
| 1º lugar      | Campeonato Brasileiro Interclubes de Vôlei de Praia - 1º semestre | Sub-19    |
| 3º lugar      | Campeonato Brasileiro Interclubes de Vôlei de Praia - 2º semestre | Sub-19    |
| 5º lugar      | Campeonato Brasileiro Interclubes de Vôlei                        | Sub-18    |

## 2017
| Classficação | Competição                                 | Categoria |
| ------------ | ------------------------------------------ | --------- |
| 6º Lugar     | Campeonato Brasileiro Interclubes de Vôlei | Sub-16    |
| 2º Lugar     | Campeonato Metropolitano                   | Sub-14    |
| 3º Lugar     | Campeonato Estadual                        | Sub-16    |
| 3º Lugar     | Campeonato Estadual                        | Sub-18    |
| 1º Lugar     | Copa PUC                                   | Sub-16    |
| 2º Lugar     | Copa Sesc                                  | Sub-16    |

## 2016
| Classificação | Competição    | Categoria |
| ------------- | ------------- | --------- |
| 1º Lugar      | Copa Sesc     | Sub-18    |
| 1º Lugar      | Copa Olympico | Sub-18    |

## 2015
| Classificação | Competição               | Categoria |
| ------------- | ------------------------ | --------- |
| 1º Lugar      | Campeonato Metropolitano | Sub-14    |
| 1º Lugar      | Campeonato Metropolitano | Sub-15    |
| 2º Lugar      | Campeonato Estadual      | Sub-15    |

## 2014
| Classificação | Competição               | Categoria |
| ------------- | ------------------------ | --------- |
| 2º Lugar      | Campeonato Metropolitano | Sub-14    |
| 2º Lugar      | Campeonato Metropolitano | Sub-15    |
| 2º Lugar      | Campeonato Metropolitano | Sub-16    |
| 2º Lugar      | Campeonato Metropolitano | Sub-18    |
| 2º Lugar      | Campeonato Estadual      | Sub-14    |

## 2013
| Classificação | Competição    | Categoria       |
| ------------- | ------------- | --------------- |
| 2º Lugar      | Liga Mineira  | Iniciante       |
| 2º Lugar      | Copa Olympico | Infanto-Juvenil |

## 2012
| Classificação | Competição          | Categoria |
| ------------- | ------------------- | --------- |
| 3º Lugar      | Campeonato Estadual | Pré-mirim |

## 2011
| Classificação | Competição | Categoria |
| ------------- | ---------- | --------- |
| 1º Lugar      | Estadual   | Infantil  |

## 2010
| Classificação | Competição               | Categoria |
| ------------- | ------------------------ | --------- |
| 1º Lugar      | Campeonato Metropolitano | Mirim     |
| 1º Lugar      | Campeonato Estadual      | Mirim     |

## 2009
| Classificação | Competição               | Categoria       |
| ------------- | ------------------------ | --------------- |
| 1º Lugar      | Campeonato Metropolitano | Infanto-Juvenil |
| 1º Lugar      | Campeonato Estadual      | Infanto-Juvenil |

## 2019
| Classificação | Competição               | Categoria |
| ------------- | ------------------------ | --------- |
| 3º Lugar      | Campeonato Metropolitano | Sub-16    |
| 3º Lugar      | Campeonato Metropolitano | Sub-17    |
| 2º Lugar      | Copa Cruzeiro Cup        | Sub-17    |

## 2018
| Classificação | Competição                                          | Categoria |
| ------------- | --------------------------------------------------- | --------- |
| 3º lugar      | Campeonato Estadual                                 | Sub-19    |
| 2º lugar      | Campeonato Brasileiro Interclubes de Vôlei de Praia | Sub-19    |
| 4º lugar      | Campeonato Brasileiro Interclubes de Vôlei          | Sub-19    |
| 3º lugar      | Copa Minas                                          | Sub-15    |

## 2017
| Classificação | Competição                                 | Categoria |
| ------------- | ------------------------------------------ | --------- |
| 3º Lugar      | Campeonato Metropolitano                   | Sub-19    |
| 3º Lugar      | Campeonato Estadual                        | Sub-19    |
| 7º Lugar      | Campeonato Brasileiro Interclubes de Vôlei | Sub-19    |

## 2015
| Classificação | Competição               | Categoria |
| ------------- | ------------------------ | --------- |
| 3º Lugar      | Campeonato Metropolitano | Sub-19    |

## 2014
| Classificação | Competição               | Categoria |
| ------------- | ------------------------ | --------- |
| 3º Lugar      | Campeonato Metropolitano | Sub-21    |

## 2013
| Classificação | Competição               | Categoria |
| ------------- | ------------------------ | --------- |
| 3º Lugar      | Campeonato Metropolitano | Juvenil   |
| 3º Lugar      | Campeonato Estadual      | Juvenil   |

## 2012
| Classificação | Competição               | Categoria |
| ------------- | ------------------------ | --------- |
| 2º Lugar      | Campeonato Metropolitano | Juvenil   |

## 2010
| Classificação | Competição               | Categoria |
| ------------- | ------------------------ | --------- |
| 2º Lugar      | Campeonato Metropolitano | Infantil  |
| 2º Lugar      | Campeonato Estadual      | Infantil  |

## 2009
| Classificação | Competição               | Categoria       |
| ------------- | ------------------------ | --------------- |
| 2º Lugar      | Campeonato Metropolitano | Infantil        |
| 2º Lugar      | Campeonato Metropolitano | Infanto-juvenil |

## 2007
| Classificação | Competição          | Categoria |
| ------------- | ------------------- | --------- |
| 3º Lugar      | Campeonato Regional | Mirim     |

## 2000
| Classificação | Competição          | Categoria       |
| ------------- | ------------------- | --------------- |
| 1º Lugar      | Campeonato Estadual | Infanto-juvenil |

## 2019
| Classificação | Competição                                    | Categoria       |
| ------------- | --------------------------------------------- | --------------- |
| 1º Lugar      | Copinha de Basquete                           | Sub-11          |
| 3º Lugar      | Campeonato Metropolitano Sub-11 - Chave Prata | Sub-11          |
| 3º Lugar      | Campeonato Metropolitano                      | Sub-12          |
| 2º Lugar      | Campeonato Estadual                           | Sub-12          |
| 3º Lugar      | Copa Contagem                                 | Sub-12          |
| 1º Lugar      | Campeonato Metropolitano                      | Sub-13 Vermelho |
| 1º Lugar      | Campeonato Estadual                           | Sub-13 Vermelho |
| 3º Lugar      | Torneio de Franca                             | Sub-13 Vermelho |
| 1º Lugar      | Copa Contagem                                 | Sub-13 Vermelho |
| 3º Lugar      | Campeonato metropolitano                      | Sub-13 Azul     |
| 2º Lugar      | Copa Contagem                                 | Sub-13 Azul     |
| 1º Lugar      | Campeonato Metropolitano                      | Sub-14          |
| 1º Lugar      | Campeonato Estadual                           | Sub-14          |
| 2º Lugar      | Campeonato Brasileiro                         | Sub-14          |
| 1º Lugar      | Copa Superação                                | Sub-14          |
| 3º Lugar      | Torneio Sul-americano do Clube Esperia        | Sub-16          |
| 3º Lugar      | Copa Superação                                | Sub-16          |
| 3º Lugar      | Campeonato Metropolitano                      | Sub-17          |
| 3º Lugar      | Campeonato Estadual                           | Sub-17          |
| 2º Lugar      | Copa Superação                                | Sub-18          |

## 2018
| Classificação | Competição                                    | Categoria |
| ------------- | --------------------------------------------- | --------- |
| 1º lugar      | Campeonato Metropolitano                      | Sub-12    |
| 2 e 3º lugar  | Campeonato Metropolitano                      | Sub-13    |
| 1º lugar      | Campeonato Estadual                           | Sub-12    |
| 2º lugar      | Campeonato Estadual                           | Sub-13    |
| 3º lugar      | Campeonato Estadual                           | Sub-14    |
| 2º lugar      | Campeonato Estadual                           | Sub-15    |
| 3º lugar      | Campeonato Estadual                           | Sub-17    |
| 1º lugar      | Campeonato Brasileiro Interclubes de Basquete | Sub-12    |
| 2º lugar      | Campeonato Brasileiro Interclubes de Basquete | Sub-13    |

## 2017
| Classificação | Competição                          | Categoria |
| ------------- | ----------------------------------- | --------- |
| 6º Lugar      | Copa Brasil Interclubes de Basquete | Sub-12    |
| 6º Lugar      | Copa Brasil Interclubes de Basquete | Sub-14 A  |
| 3º Lugar      | Campeonato Metropolitano            | Sub-13 A  |
| 3º Lugar      | Campeonato Metropolitano            | Sub-14 A  |
| 3º Lugar      | Campeonato Metropolitano            | Sub-16    |
| 3º Lugar      | Campeonato Estadual                 | Sub-14A   |
| 3º Lugar      | Campeonato Estadual                 | Sub-17    |

## 2016
| Classificação | Competição               | Categoria |
| ------------- | ------------------------ | --------- |
| 1º Lugar      | Campeonato Estadual      | Sub-16    |
| 1º Lugar      | Campeonato Estadual      | Sub-17    |
| 1º Lugar      | Campeonato Metropolitano | Sub-17    |

## 2015
| Classificação | Competição               | Categoria                   |
| ------------- | ------------------------ | --------------------------- |
| 1º Lugar      | Campeonato Metropolitano | Sub-16                      |
| 1º Lugar      | Campeonato Estadual      | Sub-15                      |
| 1º Lugar      | Campeonato Estadual      | Sub-16                      |
| 1º Lugar      | Campeonato Estadual      | Adulto (Ginástico/Olympico) |

## 2014
| Classificação | Competição          | Categoria |
| ------------- | ------------------- | --------- |
| 1º Lugar      | Campeonato Estadual | Sub-14    |
| 1º Lugar      | Campeonato Estadual | Sub-15    |

## 2013
| Classificação | Competição               | Categoria |
| ------------- | ------------------------ | --------- |
| 1º Lugar      | Campeonato Metropolitano | Sub-14    |

## 2012
| Classificação | Competição               | Categoria |
| ------------- | ------------------------ | --------- |
| 2º Lugar      | Campeonato Metropolitano | Sub-16    |
| 2º Lugar      | Campeonato Estadual      | Sub-16    |

## 2011
| Classificação | Competição               | Categoria |
| ------------- | ------------------------ | --------- |
| 1º Lugar      | Campeonato Metropolitano | Sub-15    |
| 1º Lugar      | Campeonato Estadual      | Sub-15    |

## 2010
| Classificação | Competição               | Categoria |
| ------------- | ------------------------ | --------- |
| 1º Lugar      | Campeonato Metropolitano | Sub-13    |

## 2009
| Classificação | Competição          | Categoria |
| ------------- | ------------------- | --------- |
| 1º Lugar      | Campeonato Estadual | Sub-14    |
| 1º Lugar      | Campeonato Estadual | Sub-17    |

## 2005
| Classificação | Competição          | Categoria |
| ------------- | ------------------- | --------- |
| 2º Lugar      | Campeonato Estadual | Sub-16    |
| 2º Lugar      | Campeonato Estadual | Sub-15    |

## Futsal
No início dos anos 80 o Olympico mantinha uma equipe forte, com jogadores como Jackson e Paulo Bonfim, titulares da Seleção Brasileira de Futebol de Salão, além de Toninho, Márcio Caio, Decinho, Claudinho Mello e Walfrido, integrantes da Seleção Mineira. Estes jogadores foram responsáveis pelas principais conquistas do Olympico no Futsal.
O Clube continua tendo tradição na modalidade. 
Principais resultados:

## 2019
| Classificação | Competição               | Categoria |
| ------------- | ------------------------ | --------- |
| 1º Lugar      | Copa Liga Venda Nova     | Sub-09    |
| 1º Lugar      | Campeão da Copa Trivela  | Sub-09    |
| 1º Lugar      | Campeão da Liga BH       | Sub-09    |
| 1º Lugar      | Copa Liga Venda Nova     | Sub-11    |
| 1º Lugar      | Copa BH                  | Sub-11    |
| 2º Lugar      | Copa Trivela             | Sub-11    |
| 3º Lugar      | Liga BH                  | Sub-11    |
| 1º Lugar      | Copa BH                  | Sub-13    |
| 3º Lugar      | Liga Venda Nova          | Sub-13    |
| 2º Lugar      | Campeonato Metropolitano | Sub-15    |
| 2º Lugar      | Campeonato Estadual      | Sub-15    |
| 1º Lugar      | Liga Venda Nova          | Sub-15    |
| 1º Lugar      | Copa Minas Sub-15        | Sub-15    |
| 2º Lugar      | Copa Minas Sub-14        | Sub-15    |
| 2º Lugar      | Liga BH                  | Sub-15    |
| 1º Lugar      | Copa Liga Venda Nova     | Sub-17    |
| 2º Lugar      | Liga BH                  | Sub-17    |

## 2018
| Classificação | Competição               | Categoria |
| ------------- | ------------------------ | --------- |
| 3º lugar      | Campeonato Metropolitano | Sub-11    |
| 2º lugar      | Campeonato Metropolitano | Sub-17    |

## 2017
| Classificação | Competição               | Categoria |
| ------------- | ------------------------ | --------- |
| 1º Lugar      | Campeonato Metropolitano | Sub-11    |
| 1º Lugar      | Campeonato Metropolitano | Sub-13    |
| 2º Lugar      | Campeonato Metropolitano | Sub-17    |
| 2º Lugar      | Campeonato Metropolitano | Sub-20    |
| 1º Lugar      | Campeonato Estadual      | Sub-9     |
| 1º Lugar      | Campeonato Estadual      | Sub-11    |
| 1º Lugar      | Campeonato Estadual      | Sub-13    |
| 3º Lugar      | Campeonato Estadual      | Sub-17    |

## 2016
| Classificação | Competição               | Categoria |
| ------------- | ------------------------ | --------- |
| 1º Lugar      | Campeonato Metropolitano | Sub-13    |
| 1º Lugar      | Campeonato Estadual      | Sub-13    |
| 1º Lugar      | Copa Minas Estadual      | Sub-13    |
| 1º Lugar      | Copa Minas Estadual      | Sub-17    |
| 1º Lugar      | Copa BH                  | Sub-11    |
| 1º Lugar      | Copa Grande BH           | Sub-11    |

## 2015
| Classificação | Competição               | Categoria |
| ------------- | ------------------------ | --------- |
| 1º Lugar      | Campeonato Metropolitano | Sub-11    |
| 1º Lugar      | Campeonato Metropolitano | Sub-13    |
| 1º Lugar      | Campeonato Metropolitano | Sub-17    |
| 1º Lugar      | Campeonato Estadual      | Sub-15    |

## 2014
| Classificação | Competição               | Categoria |
| ------------- | ------------------------ | --------- |
| 1º Lugar      | Campeonato Metropolitano | Sub-11    |
| 1º Lugar      | Campeonato Metropolitano | Adulto    |
| 1º Lugar      | Campeonato Estadual      | Sub-11    |
| 1º Lugar      | Campeonato Estadual      | Sub-13    |

## 2013
| Classificação | Competição               | Categoria |
| ------------- | ------------------------ | --------- |
| 1º Lugar      | Campeonato Metropolitano | Sub-11    |
| 1º Lugar      | Campeonato Metropolitano | Sub-13    |
| 1º Lugar      | Campeonato Estadual      | Sub-13    |

| Classificação | Competição          | Categoria |
| ------------- | ------------------- | --------- |
| 1º Lugar      | Campeonato Estadual | Sub-15    |

## 1982
| Classificação | Competição                 | Categoria |
| ------------- | -------------------------- | --------- |
| 1º Lugar      | Sul-americano – Taça Plaza | Adulto    |

## 1981
| Classificação | Competição       | Categoria |
| ------------- | ---------------- | --------- |
| 2º Lugar      | Taça Continental | Adulto    |

## 1979 / 1980
| Classificação | Competição                                | Categoria |
| ------------- | ----------------------------------------- | --------- |
| 1º Lugar      | Bicampeão Metropolitano de Belo Horizonte | Adulto    |

- Campeonato Sul-americano de Futsal - Taça Plaza em São Paulo:[5][6] Campeão em 1982

- Taça Continental de Futsal: [5] Vice-Campeão em 1981 [6]
- Jogos Abertos de Ilhéus: Campeão em 1975, 1976, 1977 e 1978[6]
- Campeonato Mineiro de Futsal: Campeão em 1975, 1977 e 1980[6]
- Campeonato Metropolitano de Belo Horizonte: Campeão em 1979, 1980 e 2014[6]

### Natação
O Olympico Club revelou grandes atletas da natação, como Ângela Maestrini, que já se consagrou campeã mundial e sulamericana da modalidade.

## 2019
| Medalhas de Ouro | Medalhas de Prata | Medalhas de Prata |
| ---------------- | ----------------- | ----------------- |
| 115              | 140               | 136               |

## 2018
| Medalhas de Ouro | Medalhas de Prata | Medalhas de Bronze |
| ---------------- | ----------------- | ------------------ |
| 205              | 269               | 185                |

## 2017
| Medalhas de Ouro | Medalhas de Prata | Medalhas de Bronze |
| ---------------- | ----------------- | ------------------ |
| 72               | 108               | 125                |

## 2016
| Medalhas de Ouro | Medalhas de Prata | Medalhas de Bronze |
| ---------------- | ----------------- | ------------------ |
| 139              | 83                | 82                 |

## 2015
| Medalhas de Ouro | Medalhas de Prata | Medalhas de Bronze |
| ---------------- | ----------------- | ------------------ |
| 53               | 31                | 14                 |

## 2013
| Medalhas de Ouro | Medalhas de Prata | Medalhas de Bronze |
| ---------------- | ----------------- | ------------------ |
| 59               | 65                | 125                |